# Humedal Córdoba (estación)
La estación sencilla Humedal Córdoba, hace parte del sistema de transporte masivo de Bogotá llamado TransMilenio inaugurado en el año 2000.

## Ubicación
La estación está ubicada en el noroccidente de la ciudad, más específicamente en la Avenida Suba entre calles 120 y 122. Se accede a ella a través de la Calle 120.
Atiende la demanda de los barrios Niza Sur, Batán y sus alrededores. En las cercanías están el Parque Niza Sur II Etapa, la parroquia San Juan Crisostomo y un supermercado Éxito. 

## Origen del nombre
La estación recibe su nombre del cercano Humedal Córdoba, un cuerpo de agua importante que filtra el agua de varios canales provenientes de los Cerros Orientales. Ha sido uno de los pocos humedales protegidos por sus vecinos, que han impedido cualquier tipo de intervención al mismo.

## Historia
El 29 de abril de 2006 fue inaugurada la troncal de la Avenida Suba, que hace parte de la fase dos del sistema TransMilenio.
En la noche del 25 de abril de 2011, una ambulancia embistió una de las barandas de la entrada de esta estación, que sufrió daños materiales.

## Servicios de la estación

### Servicios troncales
| Tipo                                | Rutas al Norte | Rutas al Sur |
| ----------------------------------- | -------------- | ------------ |
| Ruta fácil                          | 7              | 7            |
| Expresos todos los días todo el día | C15            | H15          |

### Esquema
| ← Norte |         |           |
| C15     | 7       | Calle 120 |
| Vagón 2 | Vagón 1 | Puente    |
| H15     | 7       | Calle 120 |
| Sur →   |         |           |

### Servicios urbanos
Así mismo funcionan las siguientes rutas urbanas del SITP en los costados externos a la estación, circulando por los carriles de tráfico mixto sobre la Avenida Suba, con posibilidad de trasbordo usando la tarjeta TuLlave:
| Código | Sector                          | Dirección         | Rutas                 |
| ------ | ------------------------------- | ----------------- | --------------------- |
| 047A02 | C Urbanización Lagos de Córdoba | Av. Suba - CL 120 | C124C156 599 E44 T795 |
| 044A03 | C Br. Niza                      | Av. Suba - CL 120 | A124G156 599 E44 T795 |

## Ubicación geográfica
| Noroeste: C Niza - Calle 127 | Norte: Suba                                      | Nordeste: Suba                  |
| Oeste: Suba                  |                                                  | Este: B Calle 127               |
| Suroeste: Suba               | Sur: D Carrera 53 D Carrera 47 D Escuela Militar | Sureste: C Av. Suba - Calle 116 |